# Puyallup
Puyallup (kiejtéseⓘ: pjuːˈæləp) az Amerikai Egyesült Államok északnyugati részén, Washington állam Pierce megyéjében elhelyezkedő város. A 2010. évi népszámlálási adatok alapján 37 022 lakosa van.

## Történet
A térség első lakói a puyallup indiánok voltak. A törzs neve saját nyelvén spuyaləpabš, melynek jelentése: „minden, a területünkre látogatót (barátot és idegent) is nagylelkűen és szívesen fogadunk”. Az első fehér telepesek 1853-ban érkeztek a Naches-szoroson át.
Ezra Meeker, az első polgármester az 1890-ban városi rangot kapó települést a puyallup törzsről nevezte el. A második világháborúban az itt élő japánokat internálták.

## Éghajlat
A város éghajlata mediterrán (a Köppen-skála szerint Csb).
| Hónap                         | Jan.  | Feb.  | Már.  | Ápr. | Máj.  | Jún. | Júl. | Aug. | Szep. | Okt. | Nov.  | Dec.  | Év    |
| ----------------------------- | ----- | ----- | ----- | ---- | ----- | ---- | ---- | ---- | ----- | ---- | ----- | ----- | ----- |
| Rekord max. hőmérséklet (°C)  | 19,4  | 20,6  | 27,2  | 32,2 | 33,3  | 38,3 | 37,2 | 37,2 | 36,1  | 29,4 | 21,7  | 19,4  | 38,3  |
| Átlagos max. hőmérséklet (°C) | 8,3   | 10,6  | 12,8  | 16,1 | 19,4  | 22,2 | 25,6 | 25,6 | 22,8  | 16,7 | 11,1  | 7,8   | 16,6  |
| Átlagos min. hőmérséklet (°C) | 0,6   | 1,1   | 2,2   | 3,9  | 6,7   | 9,4  | 11,1 | 11,1 | 8,3   | 5,6  | 2,8   | 0,6   | 5,3   |
| Rekord min. hőmérséklet (°C)  | −19,4 | −17,2 | −17,2 | −6,1 | −10,0 | 0,6  | 2,8  | 0,6  | −2,2  | −6,7 | −18,0 | −18,0 | −19,4 |
| Átl. csapadékmennyiség (mm)   | 140   | 123   | 107   | 78   | 54    | 46   | 22   | 29   | 43    | 83   | 155   | 151   | 1031  |
| Forrás: The Weather Channel   |       |       |       |      |       |      |      |      |       |      |       |       |       |

## Népesség
A 2010-es népszámláláskor a városnak 37 022 lakója, 14 950 háztartása és 9528 családja volt. A népsűrűség 1011,3 fő/km2. A lakóegységek száma 16 171, sűrűségük 973,6 db/km2. A lakosok 84,4%-a fehér, 2,1%-a afroamerikai, 1,4%-a indián, 3,8%-a ázsiai, 0,7%-a a Csendes-óceáni szigetekről származik, 2,1%-a egyéb, 5,5%-a pedig kettő vagy több etnikumú. A spanyol vagy latino származásúak aránya 6,9% (   )
A háztartások 32,8%-ában élt 18 évnél fiatalabb. 45,8% házas, 12,8% egyedülálló nő, 5,1% egyedülálló férfi, 36,3% pedig nem család. 28,5% egyedül élt; 10,7%-uk 65 éves vagy idősebb. Egy háztartásban átlagosan 2,43 személy élt; a családok átlagmérete 2,98 fő.
A medián életkor 36,8 év volt. A város lakóinak 23,6%-a 18 évesnél fiatalabb, 10,2% 18 és 24 év közötti, 27%-uk 25 és 44 év közötti, 26,8%-uk 45 és 64 év közötti, 12,4%-uk pedig 65 éves vagy idősebb. A lakosok 48%-a férfi, 52%-a pedig nő.

## Közigazgatás
A képviselőtestület hét, négy évre választott tagból áll; közülük hatot választókerületenként (körzetenként 2–2 tagot) jelölnek ki. A polgármester és alpolgármester a testület tagjai közül kerül ki, mandátumuk két évre szól. Az adminisztrációs feladatok ellátásért városmenedzser felel.

## Oktatás
A Puyallupi Tankerület több mint harminc intézményt tart fenn Puyallupban, South Hillben, Tacomában és Edgewoodban. Egyes iskolák éves kiürítési gyakorlatot tartanak, melynek célja, hogy egy esetleges földrengés esetén az épületben tartózkodók 15 perc alatt elhagyhassák az intézményt.
Puyallupban működik a Pierce Főiskola egy kampusza. A városi közkönyvtár 1913-ban nyílt meg.

## Nevezetes személyek
- Amber Cope, autóversenyző[20]
- Angela Rasmussen, virológus[21]
- Angela Ruch, autóversenyző[22]
- Brandon Gibson, amerikaifutball-játékos[23]
- Brock Huard, műsorvezető[24]
- Chester Victor Clifton Jr., tábornok[25]
- Chris Egan, teniszező[26]
- Demetrious Johnson, harcművész[27]
- Dustin-Leigh Konzelman, szépségkirálynő[28]
- Frank Brouillet, politikus[29]
- Gail Bruce, amerikaifutball-játékos[30]
- Gertrude Wilhelmsen, atléta[31]
- Harriet Hall, orvosi szakíró[32]
- I Szojon, űrhajós[33]
- Jon Lester, baseballozó[34]
- Kelly Sullivan, színész[35]
- Megan Jendrick, úszó[36]
- Natasha Curry, színész és televíziós hírolvasó[37]
- Nathan Chapman, őrmester[38]
- Nick Harmer, zenész[39]
- Teri Hickel, politikus[40]
- Zach Banner, amerikaifutball-játékos[41]
- Zach Davies, baseballozó[42]

## Fordítás
- Ez a szócikk részben vagy egészben  a   Puyallup, Washington című angol Wikipédia-szócikk ezen változatának fordításán alapul.  Az eredeti cikk szerkesztőit annak laptörténete sorolja fel. Ez a jelzés csupán a megfogalmazás eredetét és a szerzői jogokat jelzi, nem szolgál a cikkben szereplő információk forrásmegjelöléseként.